# Te slăvim, Românie
Te slăvim, Românie (česky Sláva Ti, Rumunsko!) je název bývalé státní hymny Rumunské sociálistické republiky. Používala se mezi lety 1953 a 1977. Text napsal Eugen Frunză a Dan Deşliu, hudbu složil Matei Socor. Hymna zdůrazňuje bratrství Rumunska se Sovětským svazem a chválí leninskou ideologii. Hymna nahradila dosud používanou provizorní národní hymnu. V roce 1977 se stala státní hymnou píseň Trei culori.
| „ | rumunský text Te slăvim, Românie, pământ părintesc Mândre plaiuri sub cerul tău paşnic rodesc E zdrobit al trecutului jug blestemat Nu zadarnic, străbunii eroi au luptat Astăzi noi împlinim visul lor minunat. Ref.: Puternică, liberă, Pe soartă stăpână Trăiască Republica Populară Română Înfrăţit fi-va veşnic al nostru popor Cu poporul sovietic eliberator. Leninismul ni-e far şi tărie si avânt Noi urmăm cu credinţă Partidul ne-nfrânt, Făurim socialismul pe-al ţării pământ. Ref.: … Noi uzine clădim, rodul holdei sporim Vrem în pace cu orice popor să trăim Dar duşmanii de-ar fi să ne calce în prag Îi vom frânge în numele a tot ce ni-e drag Înălţa-vom spre glorie al patriei steag Ref.: … | český překlad Sláva Ti, Rumunsko, země otců, Hrdé pláně pod mírovou oblohou jsou plodné Prokleté jho minulosti je rozdrceno Naši předkové nebojovali nadarmo; Dnes plníme jejich nádherný sen. Ref.: Mocná a svobodná Osud svůj ovládá, Ať žije republika Rumunská lidová! Navždy sbratřen bude tvůj lid S lidem sovětským-osvoboditelem Ať leninismus je tvým majákem, silou a elánem, Jdeme za tebou ve víře v naši neporazitelnou Stranu. Tvoříme socialismus na půdě naší země. Ref.: … Budujeme továrny, výnosy zvyšujeme, chceme žít v míru s každým národem Ale když nepřítel přijde až na náš práh, Porazíme jej ve jménu všeho, co milujeme Vstaneme, abychom slávou pokryli vlajku vlasti. Ref.: … | “ |